# انجمن ماکس پلانک

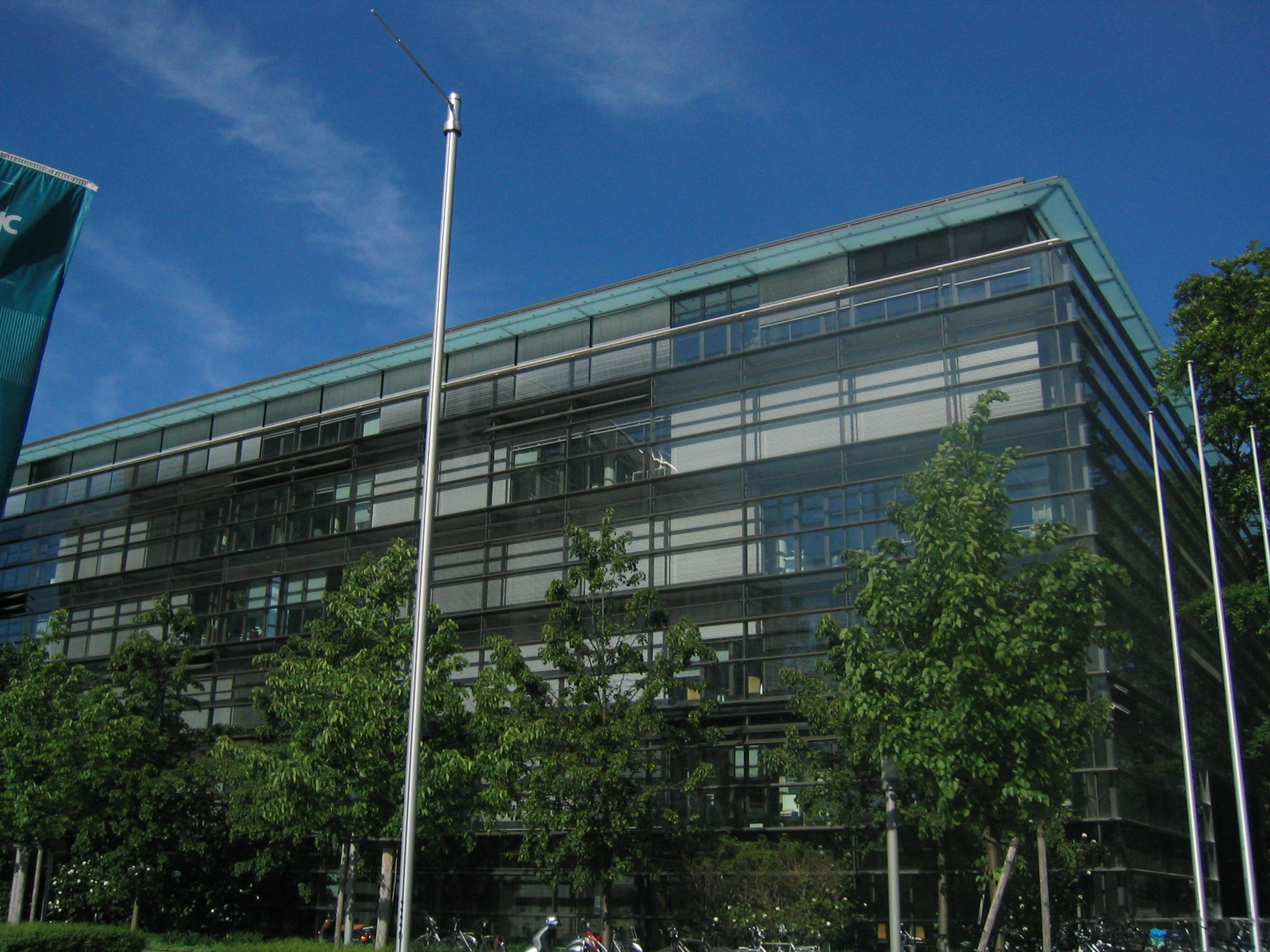
ساختمان مرکزی انجمن ماکس پلانک آلمان در مونیخ

انجمن ماکس پلانک (به آلمانی: Max-Planck-Gesellschaft zur Förderung der Wissenschaften e. V.‎؛ کوتاه شده: MPG) که در ۲۶ فوریه ۱۹۴۸ توسط تعدادی از فیزیکدانان اتمی آلمان مانند ورنر هایزنبرگ و اتو هان تأسیس گردید، جایگزین انجمن قیصر ویلهلم برای توسعه علوم است، که در سال ۱۹۱۱ ایجاد شده بود. مؤسسه‌های ماکس پلانک در زمینه‌های علوم طبیعی به ویژه فیزیک، زیست‌شناسی، علوم انسانی و علوم اجتماعی به پژوهش‌های پایه می‌پردازند. انجمن ماکس پلانک با دانشگاه‌های مرتبط با خود دانشکده‌های پژوهشی ماکس پلانک (Max-Planck-Research-Schools) را بنا نهاده‌است (۱۶ دانشکده). محققین شاغل در موسسات انجمن ماکس پلانک تا به حال موفق به دریافت ۲۲ جایزه نوبل شده‌اند. این تعداد جایزه نوبل توسط هیچ انجمن تحقیقاتی دیگر در دنیا دریافت نشده‌است.
در سال ۲۰۰۶ در رتبه بندی مجله تحصیلات عالی تایمز (Times Higher Education) انجمن ماکس پلانک در بین مؤسسه‌های تحقیقاتی غیر دانشگاهی در زمینه علوم رتبه اول در دنیا و در زمینه تکنولوژی رتبه سوم را کسب کرد.
تعداد مؤسسه‌های وابسته به انجمن ماکس پلانک که با نام عمومی مؤسسه ماکس پلانک برای... (آلمانی:... Max Planck Institute für) شناخته می‌شوند، هم‌اکنون به ۷۸ رسیده است.
این مؤسسه بنام ماکس کارل ارنست لودویگ پلانک فیزیکدان معتبر آلمانی برنده جایزه نوبل نامگذاری شده‌است که او را پدر علم کوانتوم می‌شناسند.

## رئیس‌های انجمن ماکس پلانک
- اتو هان (۱۹۴۸ تا ۱۹۶۰)
- آدولف بوتنانت (۱۹۶۰ تا ۱۹۷۲)
- رایمار لوست (۱۹۷۲ تا ۱۹۸۴)
- هاینز اشتاب (۱۹۸۴ تا ۱۹۹۰)
- هانس زاخر (۱۹۹۰ تا ۱۹۹۶)
- هوبرت مارکل (۱۹۹۶ تا ۲۰۰۲)
- پیتر گروس (۲۰۰۲ تا کنون)